# خا-۳۵
خا-۳۵ (به روسی: Х-۳۵ Уран) گونه‌ای موشک کروز ضد کشتی روسی ساخت کارخانه زوزدا است. این موشک از سال ۲۰۰۳ به خدمت نیروهای مسلح روسیه درآمده و تاکنون به کشورهای الجزایر، هند، ویتنام، قزاقستان آذربایجان، ترکمنستان، ایران، ونزوئلا، میانمار و کرهٔ شمالی هم صادر شده‌است. ویتنام از سال ۲۰۱۲ و کرهٔ شمالی در چند مدل متفاوت تولید تحت‌لیسانس خا-۳۵ را نیز آغاز کرده‌‌اند.
گونه اصلی این موشک با نام‌گذاری ناتو:آاس-۲۰ کایاک، از جت‌های جنگنده شلیک می‌شود و همچنین به کمک تقویت‌کننده راکتی، قابلیت پرتاب از بالگرد، کشتی جنگی و آتشبار دفاع ساحلی را دارد. مدل همراه با راکت کمکی این موشک اوران (به معنای اورانیوم؛ نام ناتو: اس‌اس-ان-۲۵ سویچ‌بلید؛ کد: ۳ام-۲۴) یا بال (به معنای نهنگ؛ نام ناتو: اس‌اس‌سی-۶ استوج؛ کد: ۳کی۶۰) نامیده می‌شود.
از آن‌جا که این موشک شباهت‌هایی به موشک آمریکایی ای‌جی‌ام-۸۴ هارپون دارد، در زبان روسی به هارپونسکی هم مشهور شده‌است. خا-۳۵ با وزن ۵۲۰ کیلوگرمی (۶۱۰ کیلو در مدل همراه با راکت کمکی)، سر جنگی ۱۴۵ کیلویی یا هسته‌ای ، سرعت ۰.۹ ماخ و برد عملیاتی ۳۰۰ کیلومتری برای حمله به کشتی‌های حداکثر ۵۰۰۰ تنی طراحی گردیده‌ و هزینه تولید هر فروند آن حدود ۵۰۰ هزار دلار است.
نیروی هوایی روسیه از این موشک کروز هدایت راداری در مدل‌های مختلف جنگنده‌های فلانکر (سوخو-۲۷اس‌ام، سوخو-۳۰ و سوخو-۳۴) میگ-۲۹ و بالگردهای کاموف-۲۷ استفاده می‌کند. مدل ارتقایافته این موشک، در سال ۲۰۱۵ میلادی، با موتور تقویت‌یافته رمبوجت، برد عملیاتی ۶۶۰ کیلومتر، ناوبری ماهواره‌ای و آشیانه‌یابی راداری و مقاومت در برابر حیله‌های دفاعی نیز و بی‌شمار بروزرسانی؛ به نیروهای مسلح روسیه تحویل داده شد و مدل پیشین که مدل مقدماتی به‌شمار می‌رود با تغییراتی به محصول صادراتی تبدیل شد.